# Frank Beyer

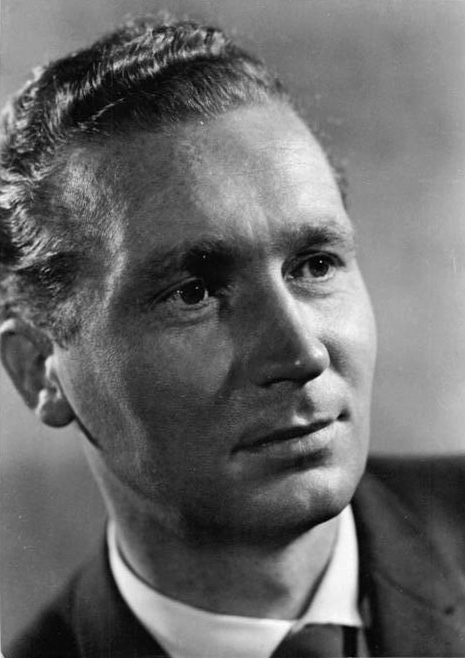
Frank Beyer (1963)

Frank Beyer (* 26. Mai 1932 in Nobitz, Thüringen; † 1. Oktober 2006 in Berlin) war ein deutscher Filmregisseur, der die meisten seiner Filme für die DEFA in der DDR drehte und dort trotz seiner im Lauf der Jahre zunehmend kritischen Haltung gegenüber der SED mehrfach ausgezeichnet wurde, unter anderem mit dem Nationalpreis der DDR.
Bis heute gilt Beyer als einer der bedeutendsten auch international renommierten Filmschaffenden der DDR.
Nach der deutschen Wiedervereinigung drehte er in den 1990er Jahren noch einige Filme für das Fernsehen in der Bundesrepublik, wo ihm beispielsweise mit dem Filmband in Gold für sein Lebenswerk (1991) und dem Adolf-Grimme-Preis (1999, für den Film Abgehauen) ebenfalls zwei der herausragenden nationalen Film- und Fernsehpreise verliehen wurden.
Viele seiner Filme beschäftigen sich – in der Form oft als Tragikomödie – aus der Perspektive von Protagonisten der „einfachen Durchschnittsbevölkerung“, denen er eine individuelle Identität verleiht, kritisch mit der deutschen Geschichte des 20. Jahrhunderts, beziehungsweise mit den Auswirkungen der „großen Politik“ auf den „kleinen Mann“.
Als Klassiker unter Frank Beyers cinematografischen Werken gelten insbesondere die Romanverfilmungen Nackt unter Wölfen (1963), Spur der Steine (1966) und Jakob der Lügner (1974).

## Leben
Frank Beyer wurde als Sohn eines kaufmännischen Angestellten und einer Verkäuferin geboren, wuchs mit einem Bruder Hermann Beyer auf. Er studierte Theaterwissenschaft. 1951 wurde er Dramaturg und Regieassistent am Kreistheater Glauchau/Crimmitschau. Er studierte an der Prager Filmhochschule. Während seiner Studienzeit war er bereits Regieassistent von Kurt Maetzig. Im Jahr 1957 ging er als Regisseur an das DEFA-Spielfilmstudio. Im gleichen Jahr kam sein Debütfilm Zwei Mütter in die Kinos.

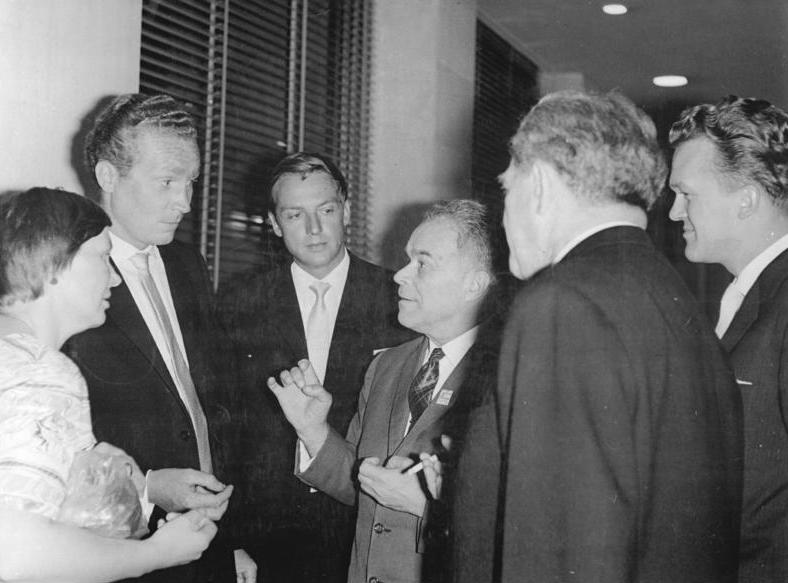
Auf dem III. Internationalen Filmfestival in Moskau nach der Aufführung der Verfilmung von Nackt unter Wölfen, von links: Irina Donskaja, Regisseur Frank Beyer, Kameramann Günter Marczinkowsky, Mark Donskoi, Joachim Mückenberger und Professor Hans Rodenberg, Stellvertreter des Ministers für Kultur der DDR (im Vordergrund)

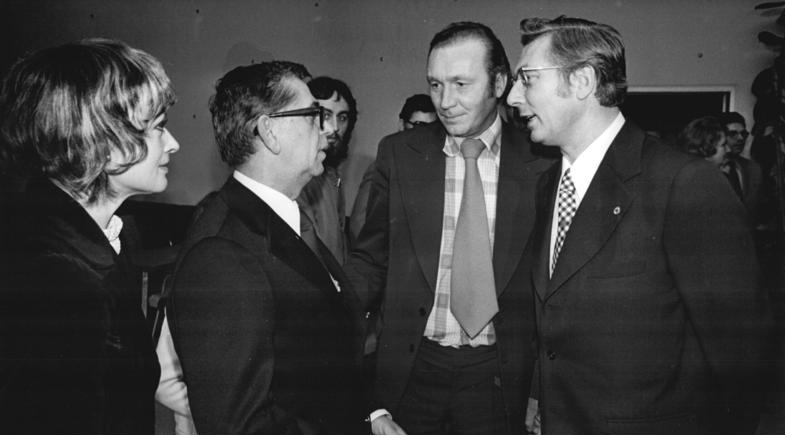
Empfang vor der Kinopremiere von Jakob der Lügner, 1975 in Ost-Berlin: Frank Beyer (Zweiter von rechts) mit dem Politbüromitglied des ZK der SED Werner Lamberz (rechts) sowie den Schauspielern Vlastimil Brodský (Darsteller der Titelfigur des Films, Zweiter von links) und Jana Brejchová (links), damals mit Brodský verheiratet

Beyer drehte mehrere antifaschistische Filme, die Ereignisse während der NS-Diktatur und dem Zweiten Weltkrieg thematisieren. Berühmt wurde sein Film Nackt unter Wölfen (1963) nach dem gleichnamigen Roman von Bruno Apitz, der sich mit dem auf historischen Tatsachen beruhenden Widerstand und der Solidarität der Häftlinge im KZ Buchenwald beschäftigt. Im gleichen Jahr drehte er die Komödie Karbid und Sauerampfer, mit der Erwin Geschonneck seinen Durchbruch als Charakterkomiker erlebte.
1966 kam er durch seinen Film Spur der Steine – wiederum eine Romanverfilmung des zwei Jahre zuvor erschienenen gleichnamigen Buches von Erik Neutsch – mit Manfred Krug in einer Hauptrolle, erstmals in das Visier der DDR-Zensur. Der Film, der den DDR-Alltag kritisch beleuchtete, wurde drei Tage nach dessen Uraufführung verboten. Erst nach der Wende wurde Spur der Steine wieder im Kino gezeigt. Beyer durfte nach dem Verbot jahrelang keine Kinofilme mehr machen. Sein Vertrag mit der DEFA wurde aufgelöst.
Nach der Kündigung bei der DEFA wechselte Beyer 1967 an das Dresdner Staatstheater, 1969 ging er zum Deutschen Fernsehfunk (DFF). 1974 kehrte er zur DEFA zurück und drehte Jakob der Lügner. Die Verfilmung des gleichnamigen Romans von Jurek Becker thematisiert die aufkeimende Hoffnung der in einem namenlosen Ghetto in aussichtsloser Lage eingepferchten Juden infolge von durch die Hauptperson erfundenen Nachrichten über die vermeintlich vorrückende Rote Armee. Jakob der Lügner, mit dem tschechischen Schauspieler Vlastimil Brodský in der Titelrolle, ist der einzige DDR-Film, der einen Oscarnominierung erhielt (1977 in der Kategorie: bester ausländischer Film).
Beyer und Becker erhielten 1975 den Nationalpreis der DDR II. Klasse für Kunst und Literatur. Jakob der Lügner erschien 1999 als Hollywood-Neuverfilmung mit Robin Williams in der Hauptrolle. Befragt nach der Qualität des Remakes, soll Beyer nach einer Vorführung am Museum of Modern Art in New York 1999 geantwortet haben: „My film is an old film from East Germany, the other film is a new film from Hollywood.“ (übersetzt: „Mein Film ist ein alter Film aus Ostdeutschland, der andere Film ist ein neuer Film aus Hollywood“) Bei derselben Gelegenheit antwortete er auf die Frage, inwieweit sich die Arbeit als Filmemacher im Sozialismus von der im Kapitalismus unterscheiden würde: „Former we had censorship, now we have sponsorship.“ (übersetzt: „Früher hatten wir Zensur, heute haben wir Sponsoring“)
Im Jahr 1976 kam es erneut zu Problemen zwischen Beyer und der SED, weil er eine Petition gegen die Ausbürgerung Wolf Biermanns unterschrieben hatte. Beyer wurde 1980 aus der SED ausgeschlossen. Seine Möglichkeiten als Regisseur in der DDR wurden daraufhin eingeschränkt. Er erhielt allerdings eine Arbeitserlaubnis für Westdeutschland.
Bei seinem 1977 entstandenen Film Das Versteck handelt es sich um eine diffizile Dreiecksgeschichte zwischen einem geschiedenen Ehepaar und dem neuen Freund der Frau. Der Film erfuhr keine wirkliche Auswertung in der DDR, weil Manfred Krug die Hauptrolle spielte. Krug hatte zuvor einen Ausreiseantrag gestellt und war nach der Genehmigung in die Bundesrepublik übergesiedelt.
Für Aufsehen sorgte 1983 der Film Der Aufenthalt nach dem gleichnamigen Roman von Hermann Kant, der auf der Berlinale gezeigt werden sollte. Polen intervenierte bei der Festivalleitung, da der Film die Geschichte eines jungen deutschen Soldaten zeigte, der in polnischer Kriegsgefangenschaft unschuldig des Mordes angeklagt wurde.
Nach der Wende 1989 produzierte Beyer fast nur noch Filme für das Fernsehen. Bekannt wurden Literaturverfilmungen nach Vorlagen von Carl Zuckmayer, Erich Loest und Manfred Krug (Nikolaikirche, Abgehauen). Zwischen 1996 und 1998 arbeitete Beyer für den WDR an dem Fernsehprojekt Jahrestage, nach dem gleichnamigen Romanzyklus von Uwe Johnson. Die Produktionsfirma Eikon trennte sich jedoch offiziell aus „unüberbrückbaren Differenzen“ kurz vor den Dreharbeiten von Beyer. Der Regisseur wiederum gab bekannt, er sei dazu aufgefordert worden, sich von seiner Hauptdarstellerin Julia Jäger sowie seiner langjährigen Regieassistentin Irene Weigel zu trennen. Nachdem er den Forderungen nicht nachgekommen war, entließ Eikon vier Wochen vor Drehbeginn den künstlerischen Stab, während der WDR von einem freiwilligen Ausscheiden Beyers sprach. Trotz einer von Volker Schlöndorff initiierten Solidaritätserklärung für Beyer, der sich etwa zwei Dutzend namhafte Künstler anschlossen (u. a. István Szabó, Michael Verhoeven, Marcel Ophüls, Peter Lilienthal, Reinhard Hauff oder Manfred Krug), wurde Margarethe von Trotta mit der Regie beauftragt und Suzanne von Borsody für die weibliche Hauptrolle verpflichtet. Für Beyer blieb es die letzte Arbeit an einer Film- oder Fernsehproduktion. 2001 veröffentlichte er unter dem Titel Wenn der Wind sich dreht seine Autobiografie, die er mit der Schilderung an dem gescheiterten Jahrestage-Projekt begann.

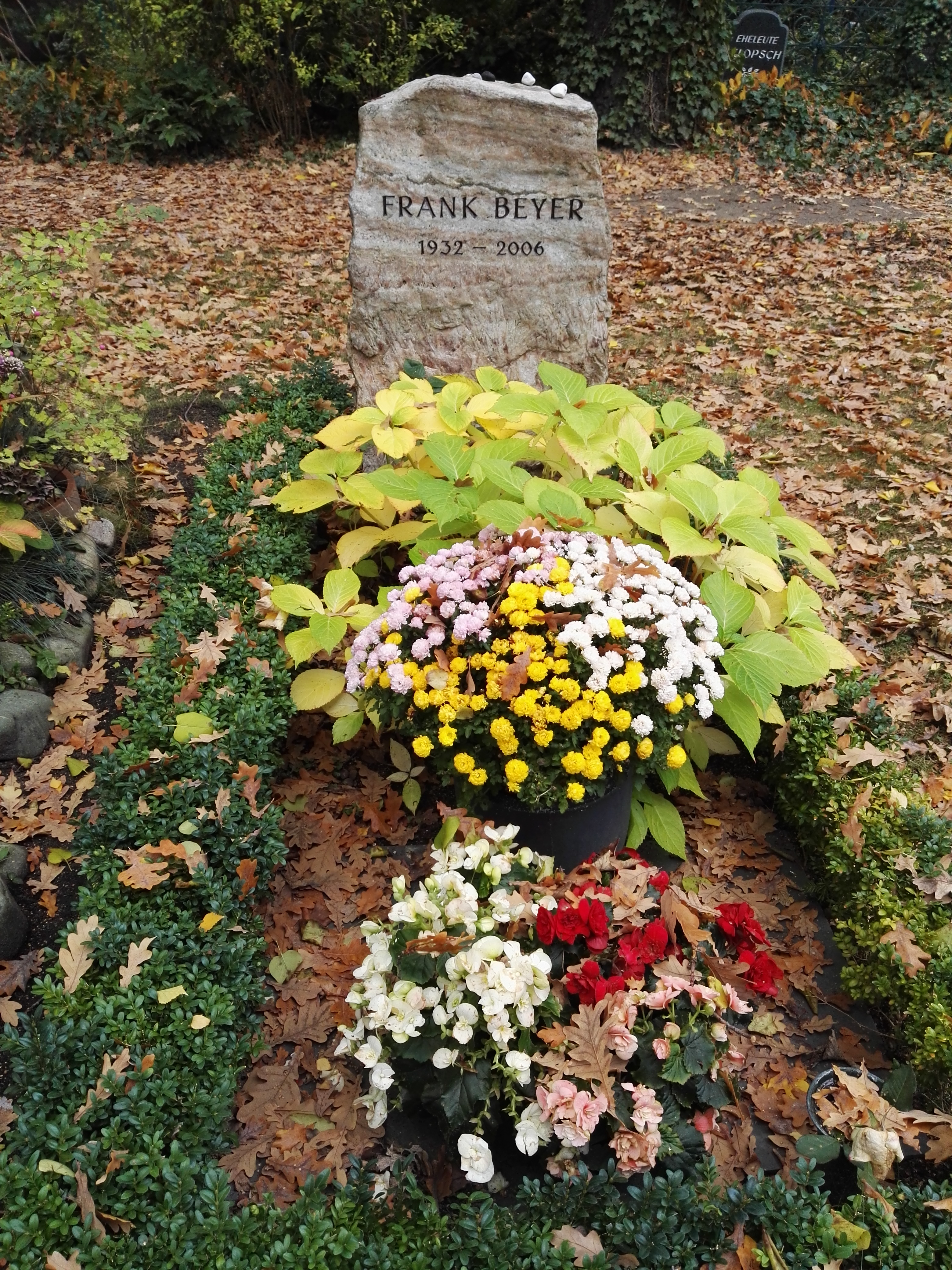
Grabstätte

Beyer war von 1956 bis 1965 mit der Maskenbildnerin Lydia Albrecht verheiratet (aus dieser Beziehung stammt die Tochter Elke), danach von 1969 bis 1975 mit der Schauspielerin Renate Blume (aus der zweiten Ehe stammt der Sohn Alexander). In dritter Ehe war Beyer ab 1985 mit der Fernseh-Ansagerin Monika Unferferth verheiratet; auch diese Ehe wurde geschieden. Nach der Wende lernte er Karin Kiwus kennen, eine (west)deutsche Lyrikerin, mit der er bis zu seinem Tode zusammenlebte.
Frank Beyer starb am 1. Oktober 2006 im Alter von 74 Jahren in Berlin. Seine letzte Ruhestätte befindet sich auf dem Dorotheenstädtischen Friedhof in Berlin-Mitte (Grablage: Feld CK-3-21) in unmittelbarer Nähe der Gräber von Adolf Dresen und Arnold Zweig.
Im Juni 2024 erschien Beyers DEFA-Gesamtwerk in der DVD-Edition Frank Beyer – Alle DEFA-Spielfilme 1957–1991 in der Edition Filmjuwelen.

## Auszeichnungen

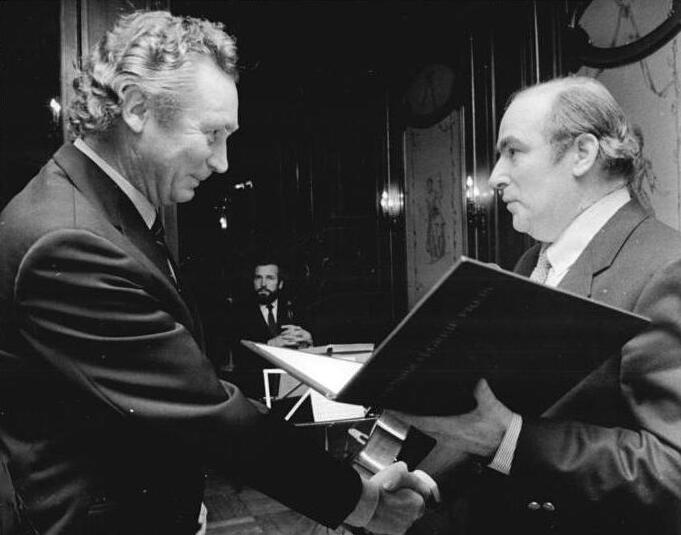
Verleihung des Heinrich-Greif-Preises im Jahr 1984 durch Horst Pehnert

- 1961: Heinrich-Greif-Preis 1. Klasse für Fünf Patronenhülsen im Kollektiv
- 1962: Internationales Filmfestival Karlovy Vary: Anerkennungsmedaille für Königskinder
- 1963: Nationalpreis der DDR 1. Klasse für Nackt unter Wölfen im Kollektiv
- 1963: Internationales Filmfestival Moskau: Silberner Preis (Beste Regie) für Nackt unter Wölfen
- 1965: Cineparade Melbourne: Ehrendiplom für Nackt unter Wölfen
- 1975: Nationalpreis der DDR 2. Klasse für Jakob der Lügner im Kollektiv
- 1977: Oscar-Nominierung (Bester ausländischer Film) für Jakob der Lügner
- 1979: Deutscher Kritikerpreis für Das Versteck
- 1984: Kritikerpreis der DDR (Bester Film des Jahres 1983) für Der Aufenthalt
- 1984: Heinrich Greif Preis für Der Aufenthalt im Kollektiv
- 1984: Großer Preis, Regiepreis, Findlingspreis und Publikumspreis „Großer Steiger“ beim 3. Nationalen Spielfilmfestival der DDR für Der Aufenthalt
- 1990: Berlinale Kamera auf der Berlinale 1990
- 1991: Filmband in Gold des Deutschen Filmpreises für sein Lebenswerk
- 1991: Fernsehfilmpreis der Deutschen Akademie der Darstellenden Künste für Ende der Unschuld
- 1999: Adolf-Grimme-Preis für den Film Abgehauen
- 2002: Goldener Ochse – Ehrenpreis des Filmkunstfestes Mecklenburg-Vorpommern
- 2011: Stern auf dem Boulevard der Stars in Berlin

## Darstellung Beyers in der bildenden Kunst
- Harald Kretzschmar: Frank Beyer (Porträtkarikatur, Pinselzeichnung, 40 × 10 cm, 1964)[10]

## Filmografie
- 1954: Wetterfrösche (Roznicky)
- 1956: Zar und Zimmermann (Regie-Assistenz)
- 1956: Schlösser und Katen (Regie-Assistenz)
- 1955: Die Irren sind unter uns (Blázni mezi námi)
- 1957: Zwei Mütter
- 1957: Das Stacheltier: Fridericus Rex – Elfter Teil
- 1957: Polonia-Express (Regie-Assistenz, Co-Drehbuch)
- 1957: Das Stacheltier: Das Gesellschaftsspiel – Eine unglaubliche Geschichte oder?
- 1959: Eine alte Liebe
- 1960: Fünf Patronenhülsen
- 1962: Königskinder
- 1963: Nackt unter Wölfen
- 1963: Karbid und Sauerampfer
- 1966: Spur der Steine
- 1968: Der Geizige (Fernseh-Aufzeichnung)
- 1971: Rottenknechte (Fernsehfilm)
- 1972: Januskopf (nur Darsteller)
- 1973: Die sieben Affären der Doña Juanita (vierteiliger Fernsehfilm)
- 1974: Jakob der Lügner
- 1977: Das Versteck
- 1978: Geschlossene Gesellschaft (Fernsehfilm)
- 1981: Der König und sein Narr (Fernsehfilm)
- 1981: Die zweite Haut (Fernsehfilm)
- 1983: Der Aufenthalt
- 1984: Bockshorn
- 1989: Der Bruch
- 1991: Ende der Unschuld (Fernsehfilm)
- 1991: Der Verdacht
- 1992: Sie und Er (Fernsehfilm)
- 1992: Das große Fest (Fernsehfilm)
- 1993: Das letzte U-Boot (Fernsehfilm)
- 1995: Wenn alle Deutschen schlafen (Fernsehfilm)
- 1995: Nikolaikirche (Fernsehfilm)
- 1997: Der Hauptmann von Köpenick (Fernsehfilm)
- 1998: Abgehauen (Fernsehfilm)

## Schriften
- Wenn der Wind sich dreht. Meine Filme, mein Leben. 2001, ISBN 3-548-60218-5.

## Medien
- 1995: Nikolaikirche Leipzig: Frank Beyer verfilmt Erich Loests Roman. (TV, WDR)
- 1997: Film als Heimat: Der Regisseur Frank Beyer. (englische Fassung: Film as homeland; TV, Deutsche Welle)
- 1998: Es werden ein paar Filme bleiben: Das war die DEFA. (TV, Inter Nationes)